# Straßenbahn Irkutsk

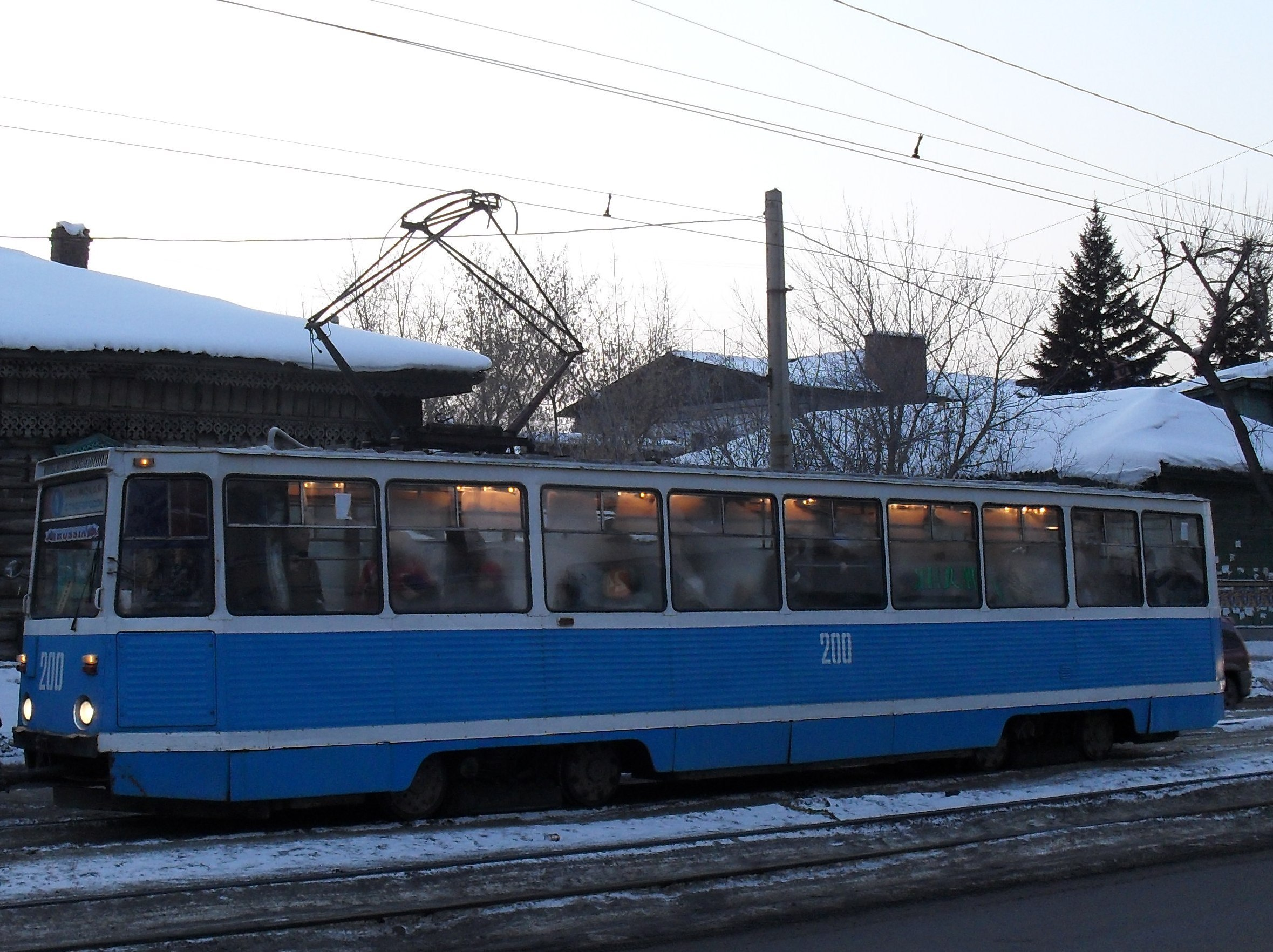
KTM-5 der Irkutsker Straßenbahn

Die Straßenbahn Irkutsk (russisch Иркутский трамвай/ Irkutski Tramwai) ist ein Straßenbahnbetrieb in der ostsibirischen Stadt Irkutsk. Es werden in der Stadt fünf Linien betrieben. Die erste Linie auf dem Breitspurnetz wurde am 3. August 1947 eröffnet. Die Stromzufuhr erfolgt über Bügelstromabnehmer.
Der Bau der Bahn begann im Jahre 1945 und wurde in den folgenden Jahren weiter ausgebaut. Die Linien 1 und 2 überqueren den Fluss Angara und verbinden den Hauptbahnhof mit der Innenstadt. Das übrige Streckennetz befindet sich hauptsächlich im Bereich der Stadtmitte. Zwei Streckenäste führen nach Rabotschee Predmeste und nach Massiw Solnetschnyi. Andere Stadtteile sind meist mit dem Obus zu erreichen. Auf den Strecken werden folgende Fahrzeugtypen eingesetzt:
- 72 KTM-5
- 03 KTM-8
- 08 KTM-19